# Thomas Philippon
Thomas Philippon (* Mai 1974) ist ein französischer Ökonom.
Philippon studierte 1994 bis 1997 Physik an der École polytechnique mit dem Master-Abschluss und erhielt 1998 einen Master in Ökonomie von der Paris School of Economics. 2003 wurde er am Massachusetts Institute of Technology in Wirtschaftswissenschaften promoviert. 2003 wurde er Assistant Professor, 2009 Associate Professor und 2014 Professor an der New York University (Stern School of Business).
Seit 2015 ist er Berater für Geldpolitik der Federal Reserve Bank und 2012/13 war er Senior-Wirtschaftsberater des französischen Finanzministers und im wissenschaftlichen Rat der französischen Aufsicht über Banken und Versicherungen (Autorité de contrôle prudentiel et de résolution, ACPR).
Er untersucht die Wechselwirkung von Finanzbereich und Makroökonomie, unter anderem Finanzkrise und systemische Risiken, Risikoprämien und Firmeninvestment.
2009 erhielt er den Prix du meilleur jeune économiste de France und 2013 den Germán-Bernácer-Preis. Er gehörte zu den 25 hoffnungsvollen Nachwuchsökonomen, die der International Monetary Fund 2014 auswählte.
2007 bis 2015 war er Associate Editor des American Economic Journal. 2009 erhielt er den Michael Brennan Award und 2010 den BlackRock Award für seinen Aufsatz mit Simi Kedia The Economics of Fraudulent Accounting (Review of Financial Studies, Juni 2009). Er ist Research Associate des National Bureau of Economic Research.

## Schriften
- The Great Reversal: How America Gave Up on Free Markets, Belknap Press, 2019